# The Race Question
The Race Question eller Rasfrågan är den första av fyra UNESCO-deklarationer om raser. Den utfärdades den 18 juli 1950 efter andra världskriget och den nazistiska rasismen. Deklarationen var ett försök att klargöra vad som vetenskapligt sett var känt om raser och ett moraliskt fördömande av rasismen. Den blev kritiserad i flera punkter och reviderade versioner publicerades 1951,  1967 och 1978.

## Fotnoter och källor
1. ↑  "The Race Question", UNESCO, 1950